# 婉曲法
婉曲法（えんきょくほう）とは一般に、否定的な含意を持つ語句を直接用いず、他の語句で置き換える語法である。具体的には聞き手が感じる不快感や困惑を少なくする目的で、あるいは話し手がそのような不都合やタブーへの抵触を避ける目的で用いられる。
また語句自体が必ずしも不快でなくても、不快な概念を連想させるのを避けるのに用いられる。また、聞き手にとって無意味もしくはかえって不快と感じられれば、「ぼかし表現」として批判の対象となる。
婉曲法が礼儀正しさと同一視されることもあり、敬語として用いられる言い回しも多い。また、悪いことばが不幸を招くという迷信（ことばに対するタブー・言霊思想）や宗教思想に基づく婉曲法もある。
婉曲法では、語句は多少なりとも文字通りの意味を離れ、メタファーの性格を帯びる。

## 婉曲に表現する対象
およそ次のように分けられるが、分類やそれぞれの用いられ方は文化によって大きく異なる。
- 忌わしいもの：病気、死、不幸、地獄、悪魔等。
- 神など、恐れ多いもの：キリスト教社会などではモーセの十戒により神をむやみに呼ぶことが禁じられる一方で、侮辱表現で神が引き合いに出されることも多く、このような冒涜的表現は特に言い換えられることが多い。
- 性、排泄、その他人間の肉体に関する事項や、不潔とされるもの。
- 蔑称、差別的な呼び方。
- 侮辱表現：相手の知的・肉体的能力に関するもののほか、排泄（以上は日本語にも多い）、性、あるいは神や信仰（これらは日本語には少ないが英語などには多い）などに関係する言い方がある。
- 人間関係：特に目上に対する場合。相手に対する要求・希望として、あからさまな形は避けられる。また相手に二人称代名詞などで直接言及するのは非礼とされることがある。「主(あるじ)」「奥(おく)」「主上(しゅじょう)」「殿(との)」「方(かた)」「局(つぼね）」など。上役を役職名で「部長」「社長」などと呼び、人称・名称で呼ぶのを避けるのも婉曲呼称である。
- 断言：文化圏によっては、はっきりと否定や疑問を表明するのは非礼ととられ、ぼかし表現が用いられる。

## 言い換えの方法
- 外来語または専門用語由来の語：「トイレ」など。
- 略語・頭字語：“WC”など。日本語の「しゃもじ」なども元はこれに当たる。
- 略語・頭字語から別の語句を逆成したもの。
- 抽象化：「はばかり」、“Water closet”など。またヨーロッパで冒涜表現を使わずに「冒涜表現」という語をそのまま使う例がある。
- 間接化：“Lavatory”（お手洗い）、“Toilet”（化粧室）など、関係はあるが本来は別の概念で言い換える。またダブルスピークの例として「退却」を「転進」と言い換えるなど。
- 特に明言するのがはばかられるものに対し、それを連想させる違う何かを出す：隠語、ダブル・ミーニング、スラングなど。
- わざと誤字・誤発音を用いる：英語でJesus、GodをGee、Goshと言い換えるなど。最近のインターネット上では誤入力・誤変換なども用いられる。
- 緩叙法：否定的な語の否定を用いて肯定を表す。良い意味での「悪くない」など。
- 名詞をそのまま使わず修飾語に直す。
- 要求・希望の婉曲化：疑問文（「下さい」→「下さいますか」）や条件法（英語 Could you...? や I would like... など）を用いる。
- 二人称単数代名詞の複数または三人称による代用：日本語や東南アジア諸語のほか、ヨーロッパ諸語など、世界的に多く見られる。「彼・彼女（恋人に対して）」「His(Her) Majesty（国王・女王に対して）」。
- 断言を避ける：日本語で「よろしいですか?」を「よろしいでしょうか」のように推量的な言い方にし、また「要らない」ことを「結構です」や「考えときましょう」というなど。いわゆるバイト敬語の「〜です」と言わず「〜になります」と言うのもこれに当たる。他にも「禁止」や「拒否」を意味する表現を「不可能」や「自粛」、「不要」を意味する表現に変更するなど。

## 婉曲法の影響
タブーによる言い換えは、多くの言語に痕跡が見られる。例えば英語のbear（熊）はbrownと同語源とされている。恐ろしいので「茶色いもの」と言い換えたらしい。またユダヤ教の神を表すヘブライ語の「יהוה」（YHWH、神聖4文字、テトラグラマトン）は、神の名をみだりに唱えることがタブーとされたため、最終的に正確な発音が分からなくなった（ヤハウェを参照）。
さらに発音もしくは概念として類似する語句までが言い換えられる例が、多数報告されている。例えばオーストラリアのアボリジニの一部では、死者の名前をいうことはタブーとされ、それに響きの似た単語までが言い換えられるので、婉曲語がますますふえることになり、語彙が入れ替わっていく。
婉曲法が普通に用いられているうちに、もとの語句がタブーになり、さらには言い換えまでが悪く取られてさらなる言い換えが必要になることもある。この過程はクワインによって論じられ、最近ではスティーヴン・ピンカーが"euphemism treadmill"と呼んでいる。これは語句の意味が悪い方へ一方的に変化する現象で、経済でいえばグレシャムの法則に当たる。例えば便所の意味のtoilet room（化粧室、トイレ）は元々婉曲語だったが、bathroomに置き換えられ、さらにwater closet、またrestroom、W.C.と置き換えられていった。
日本語では「敬意逓減の法則」と呼ばれるのがそれに当たる。これは敬語が表現しうる敬意が時代と共に失われることをいう。例えば「貴様」「お前」は元来は敬意を込めた婉曲な二人称だったものが、そうでなくなった。現代では「貴様」は蔑称に近いし、「お前」も目上には用いないのが普通である。